# Пикар, Эдмон
Эдмон Пикар (фр. Edmond Picard; 15 декабря 1836, Брюссель — 19 февраля 1924, Дейнзе) — бельгийский юрист и писатель. Был адвокатом в апелляционном и кассационном суде Бельгии, главой бельгийской коллегии адвокатов, профессором права, драматургом и журналистом. Занимался политикой, был сенатором от Бельгийской рабочей партии. Он также был известным меценатом. Его сочинения включают романы, литературную критику, драмы, труды в области права. Номинировался на Нобелевскую премию по литературе пять раз.

## Биография
После трёх лет работы на торговом флоте Эдмон Пикар получил блестящее юридическое образование в Свободном университете Брюсселя, где его отец, Давид Пикар, был профессором права.
В 1881 году Эдмон Пикар вместе с Наполеоном д’Гоффшмидтом стал основателем юридических изданий «Journal des Tribunaux» и «Pandectes belges». В том же году вместе с Октавом Маусом при участии Эмиля Верхарна и Камиля Лемонье организовал в Брюсселе издание журнала «Современное искусство» (L’Аrt modernе), на страницах которого отстаивал «социальное искусство» против лозунга «искусство для искусства», провозглашённого писателями общества «Молодая Бельгия».
При этом, по формулировке Литературной энциклопедии, «стремясь насытить свои художественные произведения социальной тематикой, он превращал их большей частью в сухие философские трактаты, социальная проблематика которых к тому же была достаточно поверхностна и абстрактна», а его драматические произведения «по существу являются театром идей, лишенным действия, и носят печать эпохи декаданса, отражая настроения усталости, разочарованности, пресыщенности». В его художественных путевых заметках и философско-исторических трудах, ставших результатом его путешествий по странам Востока, нашли отображение расистские предубеждения автора и оправдание политики колониализма.
Пикар также был влиятельным масоном и антисемитом, а также убеждённым социалистом с самого начала, ещё до создания Бельгийской рабочей партии. Он входил в число прогрессивных либералов. Поддержал решение в пользу введения полного всеобщего избирательного права в Бельгии. Он является автором опубликованного в 1866 году «Манифеста рабочих», в котором он призывал к «равенству в избирательном праве».